# Shuri (comics)
Shuri est une super-héroïne apparaissant dans des comics publiés par Marvel Comics. Le personnage a été créé par le scénariste Reginald Hudlin et par l'artiste John Romita Jr. et apparaît pour la première fois dans Black Panther vol. 4 #2 (mai 2005). Shuri est la princesse du royaume fictif africain du Wakanda, fille de T'Chaka et sœur de T'Challa, le roi du Wakanda et Panthère noire, un titre donné au chef suprême de la nation.
Pendant que T'Challa récupère de ses blessures, Shuri passe des tests qui la jugent capable d'assumer le rôle de Panthère noire et de diriger le Wakanda. C'est une excellente combattante, et grâce à d'anciens rituels, elle possède à présent toutes les compétences améliorées habituellement données à la Panthère noire. Elle a également accès aux techniques avancées et aux ressources du Wakanda.

## Historique des publications
Créée par le scénariste Reginald Hudlin et par l'artiste John Romita Jr., Shuri apparaît pour la première fois dans Black Panther (vol. 4) #2 (mai 2005). À l'origine le personnage était la princesse du Wakanda. Par la suite, elle s'entraîne pour succéder à son frère aîné T'Challa, elle devient la Panthère noire et la dirigeante du Wakanda de plein droit.
En 2018, Marvel a publié la série limitée Wakanda Forever, écrite par Nnedi Okorafor, qui se concentre sur Shuri.

## Biographie du personnage
Shuri est la princesse du Wakanda et la plus jeune enfant et unique fille de T'Chaka. Depuis son plus jeune âge, elle convoite le costume de Black Panther. Alors qu'elle se prépare à défier le Black Panther actuel, son oncle S'yan, pour s'emparer du costume, elle découvre qu'il vient d'être battu par son frère aîné, T'Challa. Alors que le Wakanda subit une attaque de Klaw et son groupe de mercenaires, elle utilise la Lame d'Ébène afin de vaincre l'Homme-radioactif russe, ce qui le tue. Shuri a été très perturbée d'avoir fait sa première victime. T'Challa lui promet de la former au combat à mains nues afin qu'elle maîtrise mieux l'issue des affrontements, et au cas où elle devrait prendre sa place en tant que leader du Wakanda.
Pendant l'absence de T'Challa et de sa femme la Reine Ororo, alors assumant leur rôle de membres des Quatre Fantastiques, le Wakanda est assiégé par Erik Killmonger qui se coordonne avec des cuirassés américains. Le roi étant absent, Shuri et ses conseillers décident de s'infiltrer sur les vaisseaux pendant la nuit pour les saboter. Pendant l'attaque, Shuri se fait capturer par les hommes de Killmonger et jeter dans une cellule. Elle provoque ce dernier en duel, mais il ne la prend pas au sérieux, et lui envoie un groupe d'hommes se battre contre elle à la place. Elle s'en débarrasse facilement, et est libérée par Zuri, un des conseillers de T'Challa. T'Challa et Ororo quittent les Quatre Fantastiques et à leur retour, les Skrulls tentent d'envahir le Wakanda dans Secret Invasion. Shuri et son oncle S'yan mènent l'armée du Wakanda au combat dans un assaut contre les envahisseurs Skrulls, alors que T'Challa et Ororo affrontent leurs dirigeants.
Le prince Namor d'Atlantis tente de recruter T'Challa pour la Cabale, un conseil secret de super-vilains dirigé par le Docteur Doom. Il rejette l'offre, mais est attaqué par les différents membres et tombe dans le coma. La reine Ororo nomme Shuri comme son successeur. Elle réussit les différents tests, gagnant accès à l'herbe en forme de cœur. Cependant, quand elle consomme l'herbe, le Dieu Panthère wakandien ne l'imprègne pas des pouvoirs de Black Panther et la rejette en raison de sa jalousie envers son frère et de son arrogance en sa présence. Lorsque le puissant Morlun menace d'anéantir complètement Wakanda, Shuri prend l'identité et la tenue de Black Panther, et parvient à la fois à sauver Wakanda et à ranimer son frère. Grâce à son acte d'abnégation, elle obtient le costume de Black Panther, et le Dieu Panthère lui accorde les pouvoirs qui vont avec.
T'Challa maintenant sans pouvoirs, découvre que de nombreux fonctionnaires et conseillers Wakandiens ont été infectés par Doctor Doom avec des nanites. Il part à la recherche d'un moyen de stopper ses plans, laissant Shuri s'occuper du Wakanda. Shuri traque Namor afin de comprendre son rôle dans l'agression de son frère. Elle le retrouve et le combat. T'Challa et Shuri vont découvrir ensemble que les wakandiens infectés se nomment eux-mêmes les Desturi et sont en train de planifier un coup d'État afin de prendre le contrôle du Wakanda.
Doctor Doom parvient à renverser le gouvernement wakandien en place grâce aux Desturi dans l'arc Doomwar et se retrouve avec la plus grande réserve de vibranium au monde. Les seuls wakandiens qui ne sont pas infectés et contrôlés par Doom sont Shuri et T'Challa (ce dernier a retrouvé ses pouvoirs) grâce à leurs sens améliorés. Ils vont faire équipe avec Colossus, Diablo et Wolverine des X-Men et reprendre le contrôle du Wakanda, mais leur victoire ne sera pas complète car Doom s'empare d'une grande partie du vibranium. Shuri va parcourir le globe pour détruire le réseau de criminels de Doom et récupérer le vibranium. Doom va utiliser les propriétés mystiques du vibranium afin de prendre le contrôle de tout le vibranium de la planète. Shuri et les autres héros le combattent pour l'arrêter. T'Challa parviendra à retourner le plan de Doom contre lui-même en rendant tout le vibranium transformé de la planète inerte.
Le Wakanda va se retrouver dans une situation économique très difficile dans l'arc Klaws of the Panther. Shuri se rend dans les Terres Sauvages pour rencontrer Ka-Zar et récupérer du vibranium naturel qui s'y trouve. Malheureusement, elle n'est pas la seule à le convoiter et ils se font attaquer par Klaw. Ils parviennent à le battre, mais une éruption volcanique provoquée par les vagues de son de Klaw rend le vibranium inutilisable. Elle retrouve la trace de vibranium à Madripoor et à New York, mais Klaw l'a déjà devancée et les troupes de l'A.I.M. ont déjà mis en place des sites d'excavation. Klaw a créé un monstre à l'aide du vibranium qu'il a baptisé M.U.S.I.C. et veut l'envoyer dans une station spatiale afin d'asservir le monde. Avec l'aide de plusieurs héros, dont Wolverine, Spider-Man et Veuve Noire, Shuri parvient à faire échouer ses plans.
Contre l'avis de son frère, Shuri déclare la guerre à Atlantis, pour faire suite à l'attaque de Namor sur le Wakanda pendant l'arc Avengers vs. X-Men. Les wakandiens vont quasiment raser Atlantis, ne laissant que quelques survivants. Pour se venger, Namor va donner de fausses informations aux agents de Thanos en leur laissant penser que les gemmes de l'infini se trouvent au Wakanda. Pendant le combat contre les forces de Thanos, Shuri apprend par l'intermédiaire de la Dora Milage que T'Challa était en contact avec Namor durant leur conflit avec les atlantes et qu'il l'a laissé entrer dans la nécropole plusieurs fois. Elle décide donc de bannir T'Challa de la capitale du Wakanda.
Au cours de l'arc Infinity, on peut apercevoir Shuri à la tête de l'école du Wakanda sur les études alternatives.
Dans l'arc Time Runs Out, Shuri se sacrifie en retenant Proxima Midnight pour permettre à T'Challa de s'échapper. On aura la confirmation de sa mort un peu plus tard, lorsque son esprit est aperçu parmi les autres esprits des anciens Black Panther.
Dans le cadre de la refonte All-New, All-Different Marvel en 2015 de Marvel, on aperçoit T'Challa essayant de réanimer Shuri. L'âme de Shuri s'est élevée dans le Djalia, un plan spirituel qui garde toutes les mémoires du Wakanda. Shuri s'y entraîne sous la tutelle d'un esprit griot qui a pris l'apparence de sa mère, Ramonda. Pendant cet entraînement, l'esprit va partager avec elle les mémoires du Wakanda mais également les événements survenus avant sa création. En utilisant la technologie du Wakanda et avec l'aide de Manifold et ses pouvoirs de modification de la réalité, T'Challa parvient à ramener l'âme de Shuri dans le plan physique. Shuri se retrouve avec des pouvoirs similaires à celui du griot. Elle connaît déjà les derniers événements qui se sont déroulés pendant son absence : les renégats de la Dora Milaje et la rébellion menée par Tetu et Zenzi. Shuri parvient à convaincre la Dora Milaje de s'allier et d'attaquer la Cité d'Or pour stopper la rébellion. Tetu est vaincu grâce aux forces conjointes de Shuri, T'Challa, Manifold, la Dora Milaje et les forces du Wakanda, mais Zenzi parvient à s'échapper. Alors que la rébellion prend fin, T'Challa établit un conseil du Wakanda dont Shuri devient membre.

## Famille
Source : Marvel-world.com
- T'Chaka (père, décédé)
- Ramonda (mère)
- T'Challa (la Panthère noire, frère)
- Jakarra (demi-frère, décédé)
- Hunter (le Loup blanc, frère par adoption)
- Ororo Munroe (Tornade, belle-sœur)
- T'Chanda aussi connu sous le nom Azzari le Sage[21] (la Panthère noire, grand-père paternel, décédé)
- Nanali (grand-mère maternelle, décédée)
- S'yan (oncle)
- Olumo Bashenga (la Panthère noire, ancêtre, décédé)
- Mosi (la Panthère noire, ancêtre, décédé)
- Ishanta, Joshua Itobo, Khanata, M'Koni Wheeler, Zuni (cousins)

## Pouvoirs
Avant de passer les épreuves pour devenir Black Panther, Shuri était une artiste martiale sur-entraînée. Comme pour tous les Black Panther avant elle, après les épreuves, Shuri a mangé l'herbe en forme de cœur, ce qui a grandement amélioré sa vitesse, agilité, force et ses sens. Son costume est fait de vibranium.
Pendant son entraînement dans le Djalia, Shuri a été imprégnée de nouveaux pouvoirs surnaturels qui lui permettent de changer son corps dans une sorte de matière semblable à la pierre, ce qui la rend extrêmement résistante et elle ne peut plus être blessée par des armes à feu traditionnelles ou même par les armes à énergie dirigée. Elle peut également utiliser l'animorphie, ce qui lui permet de se transformer elle et n'importe qui d'autre qu'elle touche, en une nuée d'oiseaux noirs ou en un gros oiseau noir.
Lors de son entraînement dans le Djalia, Shuri a également obtenu la super-vitesse et la possibilité de réanimer des corps wakandiens. Le pouvoir de réanimation lui demande une grande quantité d'énergie et elle ne peut le faire que pendant une durée limitée.

## Autres versions
Dans le Marvel Mangaverse, un personnage très similaire à Shuri appelé T'Channa apparaît et elle est également la petite sœur de T'Challa. Elle a tourné le dos au peuple du Wakanda et est devenue l'apprentie du Doctor Doom et lui succédera par la suite.

## Éditions
| Titre                                       | Matériel collecté                                                                                    | Pages | Date publiée | ISBN                  |
| ------------------------------------------- | --- | ----- | ------------ | --------------------- |
| Black Panther: The Deadliest of the Species | Black Panther vol. 5, #1–6                                                                           | 144   | 2009         | (ISBN 978-0785133421) |
| Black Panther: Power                        | Black Panther vol. 5, #7–12                                                                          | 144   | 2010         | (ISBN 978-0785138617) |
| Doomwar                                     | Doomwar #1–6                                                                                         | 160   | 2011         | (ISBN 978-0785147152) |
| Black Panther : Doomwar                     | Black Panther vol. 5, #7–12, Doomwar #1–6, Klaws of the Panther #1–4, Material from Age of Heroes #4 | 408   | 2017         | (ISBN 978-1302904166) |
| Shuri Vol. 1: The Search For Black Panther  | Shuri #1-5                                                                                           | 113   | 2019-5-7     | (ISBN 9781302915230)  |
| Shuri, Vol. 2: 24/7 Vibranium               | Shuri #6-10                                                                                          | 113   | 2019-9-24    | (ISBN 978-1302918545) |

## Dans d'autres médias

### Télévision
- Shuri apparaît dans la série télévisée Black Panther, doublée par Kerry Washington.
- Shuri apparaît dans la série animée Avengers Assemble, doublée par Kimberly Brooks (dans "The Eye of Agamotto" Pt. 1)[27], et par Daisy Lightfoot (pour les épisodes suivants)[28]. Elle apparaît d'abord dans Avengers: Secret Wars en tant que personnage mineur et apparaît ensuite dans Avengers: Black Panther's Quest avec un rôle secondaire.
- Shuri apparaît dans Lego Marvel Super Heroes - Black Panther: Trouble in Wakanda, doublée par Daisy Lightfoot[29].
- Shuri apparaît dans Marvel Rising: Operation Shuri, doublée par Daisy Lightfoot[30],[31].

### Films
Letitia Wright interprète Shuri dans l'univers cinématographique Marvel. Elle apparaît pour la première fois dans le film Black Panther, sorti en 2018, dans lequel elle est un génie en technologie qui conçoit les tenues et les armes de son frère T'Challa / Black Panther. Wright reprend le rôle dans Avengers: Infinity War, dans lequel elle tente d'extraire la pierre d'esprit de Vision sans le tuer pendant la bataille entre les armées de Thanos et les Avengers, Black Panther, Dora Milaje et la tribu Jabari. Les documents promotionnels confirment que Shuri faisait partie des personnes tuées lorsque Thanos a éliminé la moitié de l'univers. Wright reprend à nouveau le rôle dans la suite de 2019, Avengers: Endgame, dans lequel elle est ressuscitée et participe à la bataille finale contre Thanos. Elle revient également dans Black Panther: Wakanda Forever (2022), ou cette fois-ci elle héritera du costume de Black Panther après le décès de son frère T’Challa.

### Jeux vidéo
- Shuri est jouable en tant que costume amélioré pour Black Panther dans Marvel Heroes.
- Shuri apparaît comme un personnage jouable dans le pack DLC Black Panther pour Les Avengers de Lego Marvel[36].
- Shuri apparaît comme un personnage jouable dans Lego Marvel Super Heroes 2, doublée par Susie Wokoma.
- Shuri, comme on le voit dans le film Black Panther, apparaît comme un personnage jouable dans Marvel: Future Fight[37].
- Shuri apparaît comme un personnage jouable dans Marvel Puzzle Quest[38].
- Shuri est un personnage légendaire jouable dans Marvel Strike Force.

### Romans
- Nic Stone. Shuri: A Black Panther Novel (2020)  (ISBN 9781338585476)